# Lathriopyga nistru
Lathriopyga nistru este o specie de colembole descrisă pentru prima dată în Republica Moldova. Lungimea corpului constituie 0,9-1,43 mm (exclusiv antenele), culoarea variază de la albastru-violet închis la albastru-gri. Antenele sunt mai scurte decât capul (aproximativ 3/4 din lungimea sa). Specia a fost identificată în rămășițele vegetale de pe versanții calcaroși ai Răutului și Nistrului în Orheiul Vechi, Țipova, Sipoteni etc.